# The Men She Married
The Men She Married er en amerikansk stumfilm fra 1916 af Travers Vale.

## Medvirkende
- Gail Kane som Beatrice Raymond.
- Arthur Ashley som Ralph Semple.
- Montagu Love som Jerry Trainer.
- Louise Bates som Ada Semple.
- Muriel Ostriche som Edith Trainer.